# Serghei Mureico
Serghei Mureico –en búlgaro, Сергей Мурейко, Serguei Mureiko– (Chisináu, 2 de julio de 1970) es un deportista búlgaro de origen moldavo que compitió en lucha grecorromana (hasta 1996 bajo la bandera de Moldavia).
Participó en tres Juegos Olímpicos de Verano, obteniendo una medalla de bronce en Atlanta 1996, en la categoría de 130 kg, el octavo lugar en Atenas 2004 y el 19.º lugar en Sídney 2000.
Ganó 3 medallas en el Campeonato Mundial de Lucha entre los años 1993 y 1999, y 8 medallas en el Campeonato Europeo de Lucha entre los años 1993 y 2004.

## Palmarés internacional
| Representando a Moldavia |                          |                   |           |
| Juegos Olímpicos         |                          |                   |           |
| Año                      | Lugar                    | Medalla           | Categoría |
| 1996                     | Atlanta (Estados Unidos) | Medalla de bronce | 130 kg    |
| Campeonato Mundial       |                          |                   |           |
| Año                      | Lugar                    | Medalla           | Categoría |
| 1993                     | Estocolmo (Suecia)       | Medalla de plata  | 130 kg    |
| 1995                     | Praga (República Checa)  | Medalla de plata  | 130 kg    |
| Campeonato Europeo       |                          |                   |           |
| Año                      | Lugar                    | Medalla           | Categoría |
| 1993                     | Estambul (Turquía)       | Medalla de bronce | 130 kg    |
| 1995                     | Besanzón (Francia)       | Medalla de bronce | 130 kg    |
| 1996                     | Budapest (Hungría)       | Medalla de bronce | 130 kg    |
| Representando a Bulgaria |                          |                   |           |
| Campeonato Mundial       |                          |                   |           |
| Año                      | Lugar                    | Medalla           | Categoría |
| 1999                     | El Pireo (Grecia)        | Medalla de bronce | 130 kg    |
| Campeonato Europeo       |                          |                   |           |
| Año                      | Lugar                    | Medalla           | Categoría |
| 1997                     | Kouvola (Finlandia)      | Medalla de oro    | 125 kg    |
| 1998                     | Minsk (Bielorrusia)      | Medalla de bronce | 130 kg    |
| 2000                     | Moscú (Rusia)            | Medalla de plata  | 130 kg    |
| 2001                     | Estambul (Turquía)       | Medalla de bronce | 130 kg    |
| 2004                     | Haparanda (Suecia)       | Medalla de bronce | 120 kg    |